# Lvov (Rostov)
|  | Per a altres significats, vegeu «Lviv». |

Lvov (en rus: Львов) és un poble (un khútor) de l'óblast de Rostov, a Rússia, segons el cens del 2010 tenia 135 habitants, pertany al municipi de Proletarski.